# کریستوف زاوزر
کریستوف زاوزر (انگلیسی: Christoph Sauser؛ زادهٔ ۱۳ آوریل ۱۹۷۶) دوچرخه‌سوار اهل سوئیس است.
وی در مسابقات کشوری و بین‌المللی در مجموع برندهٔ ۳ مدال طلا، ۴ مدال نقره، ۳ مدال برنز شده‌است.